# فلش زینترینگ
فلش زینترینگ نوع پیشرفته‌ای از عملیات حرارتی زینترینگ است که در دمای بالا و در زمان بسیار کم اجرا می شود.
روش‌های زینتر سنتی در سرامیک‌ها شامل عملیات حرارتی طولانی و دما بالا برای متراکم کردن و استحکام بخشیدن به قطعات استفاده می‌شود تا ساختار پلی کریستالی که از نظر مکانیکی مستحکم است به‌دست‌آید. بدون طراحی دقیق کنترل فرایند، دمای بالای مورد نیاز برای تراکم زیاد، باعث رشد قابل توجه دانه‌ها و عدم دستیابی به محصولی با اندازه ذرات نانو، حتی در صورتی که ماده‌ی اولیه استفاده شده در اندازه‌ی نانو باشد، می‌شود. همچنین این دماهای بالا، موادی که با سرامیک‌هایی که دمای ذوب بالاتری نسبت به دمای زینتر خود دارند، تهیه می‌شوند را محدود می‌کند
فلش زینتر مسیری جدید در فرایند متراکم سازی مواد به وجود آورده‌است. در روش‌های قدیمی زینتر، مواد در سرعت‌های نسبتاً پایین حرارت داده می‌شدند و برای مدت زیادی ساکن باقی می‌ماندند در حالی که امروزه بدنه‌های با تراکم بالا را در زمان‌های بسیار کمتری نسبت به روش‌های معمول می‌توان با روش فلش زینتر به دست آورد. آزمایش‌های اولیه بر روی سرامیک‌های زیرکونیایی انجام شد و پس از آن این فرایند در تولید موادی همچون SnO2, TiO2, Y2O3, CexGd1-xO1.9, Al2O3,  ZnO , SiC نیز به کار گرفته شد. همچنین موادی با هدایت حرارتی بالاتر مانند ZrB2 و MoSi2 نیز امروزه مورد آزمایش قرار گرفته‌اند. 

## تاریخچه زینتر
زینتر احتمالاً با مشاهداتی از جمله افزایش استحکام رس و سفال سرامیکی بر اثر حرارت ایجادشده از چوب یا ذغال سنگ بوجود آمده‌است. البته هیچگونه شاهدی بر این موضوع نیست اما صنایع دستی قدیمی نشان می‌دهند که این فرایند از حدود ۲۴۰۰۰ سال قبل از میلاد مورد استفاده قرار می‌گرفته‌است.
زینتر به عنوان یک اصطلاح از سال‌های ۱۸۰۰ میلادی مورد استفاده قرار گرفت و در اواسط قرن نوزدهم استفاده وسیعتری یافت.

## تعریف زینتر
اگرچه متغیرهای مختلفی برای بیان یک تعریف جامع از فرایند زینتر وجود دارد، اما تعریف زیر هر دو بعد تاریخی و مدرن زینتر را بیان می‌کند:
زینتر یک روش عملیات حرارتی برگشت‌ناپذیر برای اتصال ذرات بهم و تولید یک ساختار منسجم است که عمدتاً از طریق جابجایی بزرگ در مقیاس اتمی اتفاق می‌افتد. تشکیل این پیوندها منجر به بهبود استحکام و انرژی کمتر سیستم می‌شود 

## تاریخچه فلش زینتر
فلش زینتر یک روش نوین زینتر است که برای اولین بار توسط ریشی راج از دانشگاه کلرادو بولدر در سال ۲۰۱۰ توسعه یافت. این فرایند در ابتدا برای زیرکونیای مکعبی پایدارشده با mol8% ایتریا 8YSZ نشان داده شد. فلش زینتر شامل یک میدان الکتریکی بالا است که از درون نمونه با گرمایش همزمان کوره عبور می‌کند و عمل زینتر صورت می‌پذیرد.
ریشی راج و همکارانش  نشان دادند که 8YSZ با افزایش قدرت میدان به 120 V/cm می‌تواند در چند ثانیه در دمای حداقل ۸۵۰ درجه سانتیگراد زینتر شود، آنها اعلام کردند که این فرایند به عنوان فلش زینتر نامیده می‌شود.

## تعریف فلش زینتر
کلنا و همکاران اصطلاح فلش زینتر یا FS را هنگام کار در دانشگاه کلرادو با استاد ریشی راج معرفی کرد. تعریف کلی تر و کامل تر آنها توسط راج و همکاران در یک درخواست ثبت اختراع (ادعا در شماره ۱۴، حق ثبت اختراع شماره ۹٬۳۳۴٬۱۹۴ ایالات متحده) ارائه شده‌است، جایی که فلش زینتر اینگونه تعریف شده‌است:
«فلش زینتر روشی برای زینتر مواد می‌باشد که همزمان مواد را در معرض میدان الکتریکی و گرما قرار می‌دهد.»، که در آن میدان الکتریکی بین ۷٫۵ ولت بر سانتی‌متر و ۱۰۰۰ ولت بر سانتیمتر است، و در آن آغاز زینتر توسط یک اتلاف الکتریکی بین ۱۰ تا 1000 mW/mm-۳ و افزایش غیر خطی در رسانایی مواد شناخته می‌شود. زمان بین شروع زینتر و پایان آن کمتر از یک دقیقه است.

## تجهیزات فلش زینتر
در ساده‌ترین حالت، دستگاه فلش زینتر شامل یک کورهٔ دما بالا و یک منبع جریان متصل به نمونه است. تجهیزات اندازه‌گیری اضافی نیز برای بررسی ولتاژ، جریان و انقباض نمونه در حین عملیات حرارتی مورد نیاز است. تا به امروز، سه نوع اصلی تجهیزات فلش سینترینگ معرفی شده‌است.

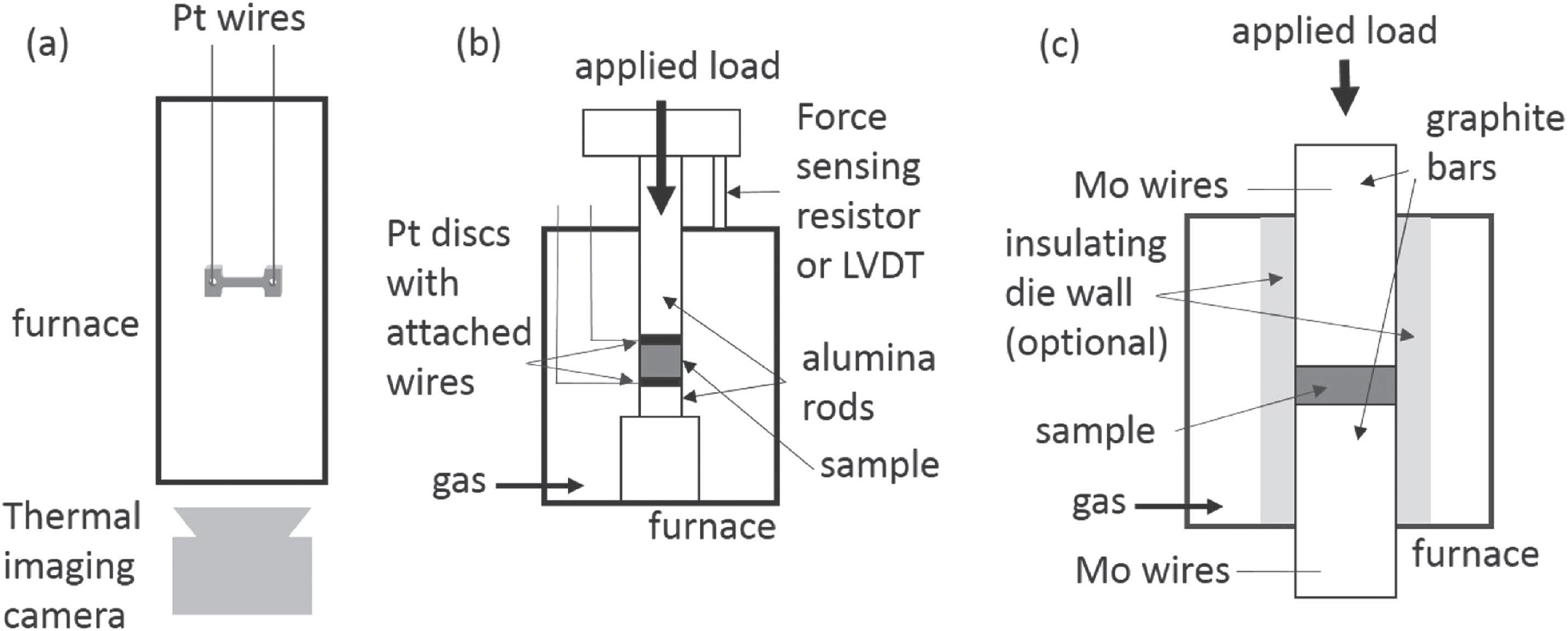

### روش اول
از یک کورهٔ تیوبی عمودی و نمونه‌ای به شکل استخوان سگ که به‌طور افقی از سیم‌های پلاتینی که نقش الکترود را هم بازی می‌کنند، آویزان شده‌است، تشکیل شده‌است. این سیم‌ها از سقف کوره بندکشی شده و به منبع برق متصل هستند. دستگاه‌های اندازه‌گیری ولتاژ و جریان نیز در مدار قرار دارند. در زیر کوره تیوبی، دوربینی با فیلترهای مناسب به صورت مستقیم انقباض نمونه در فرایند فلش زینتر را ضبط می‌کند. تغییرات در این روش شامل استفاده از کورهٔ باکسی با پنجره‌ای در قسمت در یا کورهٔ تطبیق شده برای استفادهٔ همزمان از آزمایش پراش اشعه ایکس می‌باشد

### روش دوم
از یک دیلاتومتر تطبیق داده شده، قاب اعمال فشار یا دستگاه دست‌ساز مشابهی استفاده می‌کند. در این روش قسمتی از اعمال بار برای نگه داشتن نمونه در جای خود استفاده می‌شود، اگرچه در این روش نیروی غیر محوری در حد بسیار کم اعمال می‌شود. نمونهٔ گلوله‌ای شکل بین دو الکترود پلاتینی که توسط میله‌های آلومینایی نگه داشته شده‌اند، قرار می‌گیرد. کل این نمونه در کوره قرار دارد. منبع برق توسط سیم به الکترودها متصل شده‌است. تراکم در این سیستم با سنسورهای جابجایی اندازه‌گیری می‌شود زیرا دوربینی وجود ندارد که تصویر نمونه را نمایش دهد.

### روش سوم
از نظر طراحی بسیار نزدیک به دستگاه SPS و HP است. این روش در فلش زینتر جرقه پلاسمایی یا FSPS نیز استفاده می‌شود که در آن تجهیزات تجاریSPS بدون قالب گرافیتی مرسوم نرخ گرمایش بالا مصرف می‌گردند. فشار غیرمحوری برای نگهداری نمونه می‌تواند در حد کم یا زیادی اعمال شود. در این روش، پودر سرامیکی درون قالب عایق خطی فشرده می‌شود. الکترودها در بالا و سمبه‌های گرافیتی در پایین قرار دارند و مستقیماً به منبع برق متصل هستند. در این روش هم امکان دیده‌بانی مستقیم از نمونه وجود ندارد و نمایان ساختن فلش زینتر به مشاهدهٔ جریان سریع منبع یا جابه‌جایی قالب متکی است.
یکی از بزرگ‌ترین چالش‌های این روش، اندازه‌گیری دقیق دمای نمونه است. پیرومترهای اپتیکی می‌توانند در این چالش کمک کنند اما در همهٔ دستگاه‌ها قابل استفاده نیستند

## هندسهٔ نمونه
نمونه‌های سرامیکی قالب‌گیری شده در فلش زینتر به شکل‌های میله‌ای، استخوان سگ، مقطع عرضی مکعب مستطیلی و گلوله‌ای با نسبت قطر به ارتفاع‌های مختلف استفاده می‌شوند که در شکل ذیل قابل مشاهده هستند. نمونه‌ها با توجه به ولتاژ و جریان عبوری از آن‌ها طراحی می‌شوند. برای بالاترین قدرت میدان الکتریکی و بالاترین چگالی جریان، نمونه‌ها باید در کوچک‌ترین حالت ممکن خود باشند. نمونه‌های به شکل استخوان سگ، برای کنترل انقباض در فرایند فلش زینتر با روش‌های دیداری مناسب هستند. 

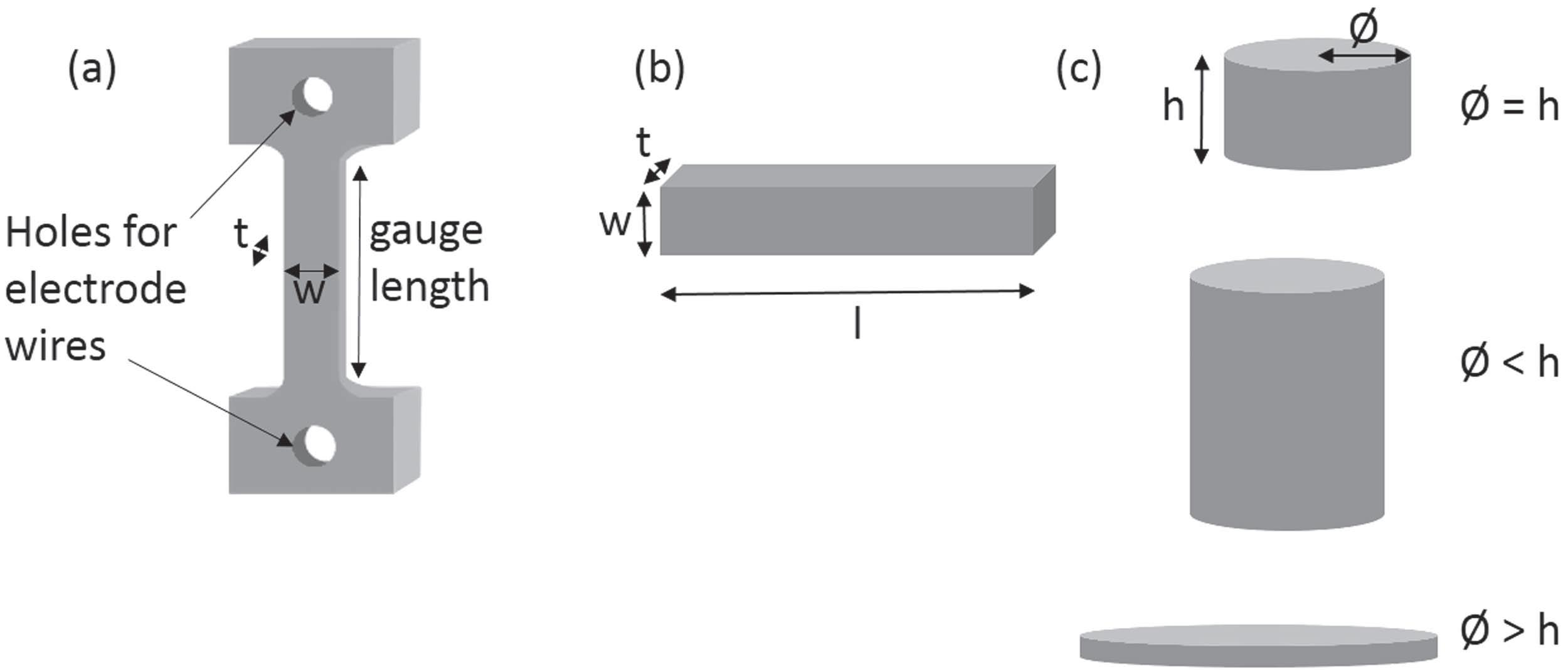
هندسه نمونه‌ها

## اتصال الکتریکی
بیشتر الکترودهای مورد استفاده در فلش زینتر از فلز پلاتین (به شکل‌های خمیر، جوهر، سیم و صفحه) به دلیل دمای ذوب بالا و هدایت حرارتی خوب، ساخته شده‌اند. در دیگر پژوهش‌ها از الکترودهایی از جنس مولیبدن و مس نیز استفاده شده‌است.
روش چسبیدن الکترود به نمونهٔ سرامیکی به هندسهٔ نمونه وابسته است. در حالت نمونهٔ شبیه به استخوان سگ، سیم‌های الکترود در سوراخ‌های قسمت دسته متصل است. برای میله‌های مستطیلی سیم‌های پیچیده شده دور انتهای هر کدام استفاده می‌شود. الکترودهای مورد استفاده برای گلوله¬ معمولاً دیسک‌های پلاتینی هستند که در بالا و پایین سطح قرار دارند که به منبع جریان متصل است 
.

## فرایند فلش زینتر
شرایط بهینهٔ فلش زینتر تا امروز به‌طور کامل به عنوان استاندارد پایه‌ریزی نشده‌است. گروه‌های پژوهشی مختلف روش‌های متفاوتی را برای گرم کردن نمونه و اعمال ولتاژ، کنترل شرایط میدان الکتریکی و انقباض در هنگام آزمایش و هندسهٔ متفاوت نمونه بررسی کرده‌اند.

## آماده‌سازی نمونه خام و هندسه آن
تهیه بدنه‌های خام برای FS با استفاده از تکنیک‌های آماده‌سازی سرامیک انجام می‌شود. در فرایند FS، پودرهای سرامیکی به‌طور یکنواخت با مواد افزودنی (چسب، پراکنده‌ساز یا کمک زینتر) مخلوط می‌شوند و با پرس سرد یا ریخته‌گری دوغابی با یک هندسه خاص شکل می‌گیرند.

## گرمایش نمونه
نمونه در کوره‌ای با دمای بالاتر از دمای شروع بحرانیTOnset)) گرم می‌شود و در طی چند ثانیه تحت یک میدان الکتریکی اعمالی بالاتر از یک مقدار بحرانیECrit)) قرار می‌گیرد. انواع مختلفی از کوره‌ها از جمله لوله‌های عمودی، لامپ چهارگوش، شکاف لوله عمودی، کوره جعبه اصلاح شده با المنت گرمایش مولیبدن سیلیساید MoSi2)) و گرمایش القایی استفاده شده‌است.

## منبع تغذیه (DC وAC) و تأثیرات فرکانس
در بیشتر تحقیقات FS از منبع تغذیه DC استفاده شده‌است (V و I به ترتیب در دامنه ۵–۵۰۰۰ ولت و ۰٫۵ تا ۱۵ آمپر). علت این امر ممکن است هزینه پایین‌تر آنها در مقایسه با منابع AC باشد.

## مکانیزم‌های فلش زینتر
در حالی که مشاهده تراکم سریع در حین فلش زینتر اکنون به خوبی به عنوان یک پدیده شناخته شده‌است، مکانیزم‌های اساسی این فرایند هنوز موضوع بحث هستند.
محققان متعددی مدل‌هایی را ارائه داده‌اند که مشخص می‌کنند که رفتار فلش زینتر می‌تواند کاملاً به انتقال حرارتی ناشی از گرمایش ژول نسبت داده شود (گرمایش ژول، گرمایش تحت رژیم اهمی است که به دلیل مقاومت ماده اتفاق می‌افتد و متناسب با مربع جریان است).
این استدلال که انتقال حرارتی به تنهایی نمی‌تواند نرخ تراکم در فلش زینتر را به خود اختصاص دهد، مستلزم این است که حداقل یک مکانیزم دیگر برای توجیه پدیده مشاهده‌شده عمل کند. نارایان در مقالاتی که بر تأثیر میدان الکتریکی بر روی مواد سرامیکی می‌پردازد، معتقد است که تعامل بین جای خالی کاتیون و آنیون با میدان‌های الاستیک و الکترونیکی، باعث افزایش نرخ نفوذ در امتداد نابجایی‌ها و مرزهای دانه در داخل ماده در حال زینتر می‌شود. این مکانیزم منجر به رشد کند دانه در میدان الکتریکی کم و در نهایت منجر به گرمایش ژول در میدان‌های بالاتر می‌شود زیرا غلظت عیوب بسیار بیشتر است.